# Sweet Earth Flying
Sweet Earth Flying es un álbum de estudio del músico estadounidense Marion Brown. Fue publicado en junio de 1974 a través del sello discográfico Impulse! Records.

## Grabación y producción
Las sesiones de grabación de Sweet Earth Flying tuvieron lugar el 6–7 de mayo de 1974 en Intermedia Recording, un estudio ubicado en Boston, Massachusetts. Ed Michel produjo el álbum y Berred Ouellette se desempeñó como ingeniero de audio. Una vez completas las sesiones de grabación, Baker Bigsby y Gil Fortis mezclaron el álbum en abril de 1974 en The Village Recorder, un estudio ubicado en Los Ángeles, California.

## Composición
Brown explora su gama más completa con los solos de Richard Muhal Abrams y Paul Bley, quienes se complementan en su amplia interpretación de la obra. Brown comentó: “Los dos crean una textura de sonido de teclado en lugar de tocar uno contra el otro o tratar de superarlo. Además, cuando escuchas ciertas partes del álbum, tocan juntos; ese es un sonido hecho por dos personas. Luego, a veces tocan solos y sus personalidades musicales se expanden, pero cuando tocan en conjunto, cada pianista está subordinado a la idea general de la música”. Junto con Afternoon of a Georgia Faun y Geechee Recollections, fue uno de los álbumes de Brown dedicados al estado estadounidense de Georgia.

## Recepción de la crítica
En su reseña inicial del álbum, Bill Adler de Ann Arbor Sun escribió: “Brown, uno de los primeros y más distintivos saxofonistas post-Trane, aparentemente ha dejado atrás sus días de bocazas y está expresando la paz lúcida y madura que ha encontrado al final de una tormenta, con ‘la dulce tierra que vuela entre los truenos’. Esto no quiere decir que este trabajo sea de baja energía: la pasión está presente, pero en su mayor parte permanece implícita en el control y la lógica de los solos de Brown”.

## Lista de canciones
Todas las canciones compuestas por Marion Brown, excepto donde esta anotado.
Lado uno
1. «Sweet Earth Flying, Part One» – 3:38
2. «Sweet Earth Flying, Part Three» – 5:55
3. «Sweet Earth Flying, Part Four: Prince Willie» (Brown, Bill Hasson) – 5:55
4. «Sweet Earth Flying, Part Five» – 5:06

Lado dos
1. «Eleven Light City Part, One» – 7:16
2. «Eleven Light City, Part Two» – 2:08
3. «Eleven Light City, Part Three» – 5:50
4. «Eleven Light City, Part Four» – 3:04

## Créditos y personal
Créditos adaptados desde las notas de álbum de Sweet Earth Flying.
Músicos
- Marion Brown – saxofón soprano y alto
- Muhal Richard Abrams – órgano Hammond, piano Rhodes, piano
- Paul Bley – piano Rhodes, órgano Hammond
- James Jefferson – bajo eléctrico, Fender Bass
- Steve McCall – batería, percusión
- Bill Hasson – percusión, narración

Personal técnico
- Ed Michel – productor
- Berred Ouellette – ingeniero de audio
- Baker Bigsby – mezclas
- Gil Fortis – mezclas
- Tim Bryant – diseño
- Michael W. Anderson – fotografía de portada